# Lethal
Lethal é uma banda de heavy metal, formada no município Villa Martelli de Buenos Aires (Argentina), em 1988.

## História
O grupo se formou em Villa Martelli em 1988. Inicialmente era uma banda tradicional de heavy metal, mas logo mudou para Thrash metal. Seu álbum de estréia foi "Bienvenidos a mi reino" em 1990, que foi gravado quase que inteiramente em inglês e incluiu a música "King of the Ring".  A música foi eleita a melhor canção argentina do ano em uma pesquisa entre os leitores da revista Madhouse.
Em 1993, a banda lançou um álbum ao vivo na prisão de Lisandro Olmos, o disco Radio Olmos, juntamente com algumas bandas argentinas, como Hermetica, Pilsen, Attaque 77, Massacre e A.N.I.M.A.L., bem como o British U.K. Subs.  Eles também tocaram como um ato de abertura para Sepultura, Pantera e Antrax.
Eles lançaram dois álbuns de sucesso, "Maza" e "Efecto Tequila".  Seu guitarrista original, Charly Guillén, deixou a banda em 1996 e morreu de HIV no mesmo ano.  A banda teve uma pausa e, em 1999, lançou seu quinto álbum, intitulado "Lethal 5.0", que não foi amplamente divulgado, então a banda anunciou sua separação um ano depois.
Em 2007, a banda reformou e lançou mais tarde seu sexto material de estúdio, intitulado "Inyección Lethal" com uma nova formação em 2010. Em 2015, eles lançaram seu sétimo álbum chamado "Hasta la muerte".

## Os membros da banda
| Ano              | Membros                                                                       | Instrumento musical                             |
| ---------------- | ----------------------------------------------------------------------------- | ----------------------------------------------- |
| em 1987-1988     | - Tito García - Charly Guillén - Claudio Ortiz - Pablo Alvarez - Luis Sanchez | - Vocal - Guitarra - Guitarra - Baixo - Bateria |
| em 1988          | - Tito García - Charly Guillén - Javier Cuevas - Pablo Alvarez - Luis Sanchez | - Vocal - Guitarra - Guitarra - Baixo - Bateria |
| em 1989          | - Tito García - Charly Guillén - Claudio Ortiz - Pablo Alvarez - Luis Sanchez | - Vocal - Guitarra - Guitarra - Baixo - Bateria |
| em 1989-1991     | - Tito García - Charly Guillén - Oscar Castro - Pablo Alvarez - Luis Sanchez  | - Vocal - Guitarra - Guitarra - Baixo - Bateria |
| em 1991          | - Tito García - Charly Guillén - Oscar Castro - Topo Yañez - Luis Sanchez     | - Vocal - Guitarra - Guitarra - Baixo - Bateria |
| em 1991-1995     | - Tito García - Charly Guillén - Claudio Ortiz - Eddie Walker - Luis Sanchez  | - Vocal - Guitarra - Guitarra - Bajo - Batería  |
| em 1995-1997     | - Tito García - Claudio Ortiz - Eddie Walker - Luis Sanchez                   | - Vocal - Guitarra - Baixo - Bateria            |
| em 1997-1999     | - Tito García - Claudio Ortiz - Eddie Walker - Diego Yorio                    | - Vocal - Guitarra - Baixo - Bateria            |
| em 1999-2000     | - Tito García - Claudio Ortiz - Eddie Walker - Diego Yorio - Gustavo Barral   | - Vocal - Guitarra - Baixo - Bateria - Samplers |
| em 2004          | - Tito García - Claudio Ortiz - Eddie Walker - Luis Sánchez                   | - Vocal - Guitarra - Baixo - Bateria            |
| em 2007-2009     | - Tito García - Claudio Ortiz - Eddie Walker - Sergio Gomez                   | - Vocal - Guitarra - Baixo - Bateria            |
| em 2009-Presente | - Tito García - Ramon Lopez - Eddie Walker - Sergio Gomez                     | - Voz - Guitarra - Baixo - Bateria              |

## Discografia

### Álbuns de Estúdio
- 1990: Bienvenidos a mi reino
- 1992: Warriors
- 1994: Maza
- 1996: Efecto tequila
- 1999: Lethal 5.0
- 2010: Inyección Lethal
- 2015: Hasta la muerte

### Ao vivo
- 1993: Radio Olmos
- 2012: En vivo a través de los años (DVD)